# São João da Varjota
São João da Varjota es un municipio brasileño del estado del Piauí. Se localiza a una latitud 06°24'47" sur y a una longitud 41°51'52" oeste, estando a una altitud de 340 metros. Su población estimada en 2004 era de 4 450 habitantes.
Posee un área de 387,17 km².